# Байтурово
Байту́рово (рос. Байтурово, башк. Байтур) — присілок у складі Мішкинського району Башкортостану, Росія. Входить до складу Камеєвської сільської ради.
Населення — 273 особи (2010; 339 у 2002).
Національний склад:
- марійці — 98 %